# 68 ق هـ
68 ق هـ هي السنة الثامنة والستون السابقة للهجرة النبوية، وهي توافق ما بين سنتي 555 و556 حسب التقويم الميلادي، أي أنها بدأت في سنة 555م وانتهت في سنة 556م.

## مواليد
- أبو جهل